# 阪急百貨店うめだ本店
阪急百貨店うめだ本店（はんきゅうひゃっかてんうめだほんてん）は、大阪府大阪市北区角田町（梅田地区）に所在する、H2Oリテイリング傘下の阪急阪神百貨店が運営する百貨店。阪急百貨店の本店で、通称は「阪急うめだ本店」、「うめだ阪急」。地元や雑誌等では「うめだ阪急」を略して「うめ阪（はん）」とも呼ばれる。
2008年9月30日までは（株式会社阪急百貨店の）「大阪・うめだ本店」と称していたが、阪神百貨店と合併後も双方の百貨店ブランドを維持する兼ね合いから、翌10月1日以降は「阪急うめだ本店」と表記される。

## 概要
阪急電鉄大阪梅田駅南側直結の大阪梅田ツインタワーズ・ノース（旧・梅田阪急ビル）の低層階に入居する本館と、HEP NAVIOに入居する阪急メンズ大阪（旧：阪急百貨店メンズ館）で構成される。本館は阪急電鉄の実質的創業者である小林一三が考案した、日本初の鉄道会社が経営するターミナルデパート（鉄道のターミナル駅直結の百貨店）として知られる。
かつてはスポーツ用品や子供服などを扱う阪急イングス館（旧：阪急イングス）も存在したが、2012年10月25日に子供服・玩具売場が新本館11階に移転し、同年11月21日の新本館全面開業時に新本館の8階にスポーツファッション「イングス」として開業。阪急イングス館は、開業に先立つ11月18日に閉鎖された。
関西および西日本で最大の売上を誇る。年間売上高3,140億円（2023年）であり、店舗別売上高において、伊勢丹新宿店（東京都新宿区）に次いで日本2位（2023年）。ファッションやコスメ・ビューティー関連の商品力においては関西随一と言われ、「東の新宿伊勢丹・西のうめだ阪急」と呼ばれる。レディースファッションの流行発信基地として幅広い年齢層の女性に人気の高い店舗であり、関西において高いブランド力と知名度を誇る。ファッショナブルで高級なイメージを打ち出すことで、食に強みを持ち庶民的なイメージの阪神百貨店梅田本店との違いを明確にし、隣接する同じH2Oリテイリンググループ（阪急阪神百貨店）の店舗との差別化を図っている。
なお一時期、阪急百貨店と伊勢丹は業務提携をしていたが、のちに提携を解消している。

## 本館

### 旧店舗

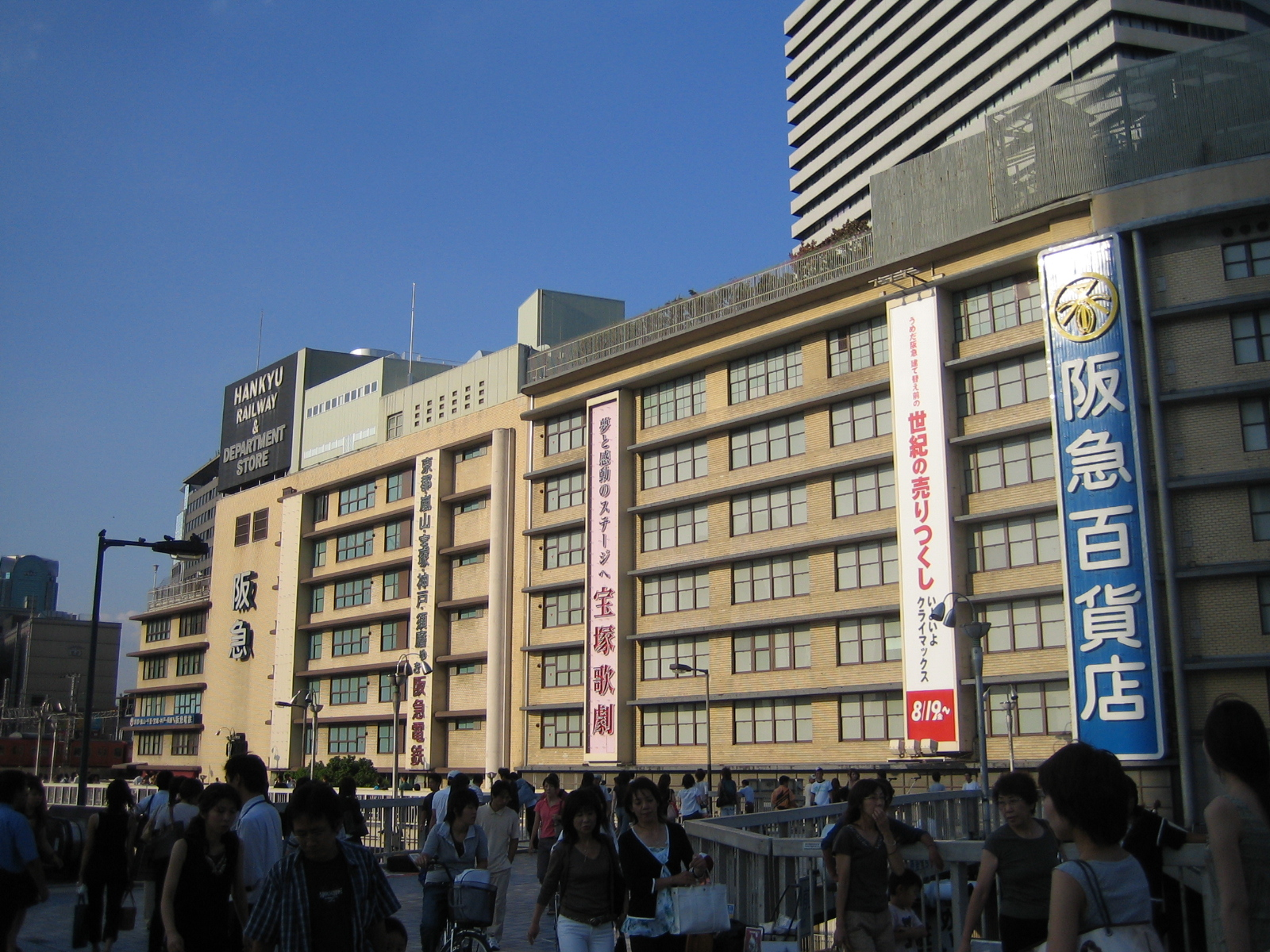
解体前の旧梅田阪急ビル（阪急百貨店うめだ本店）

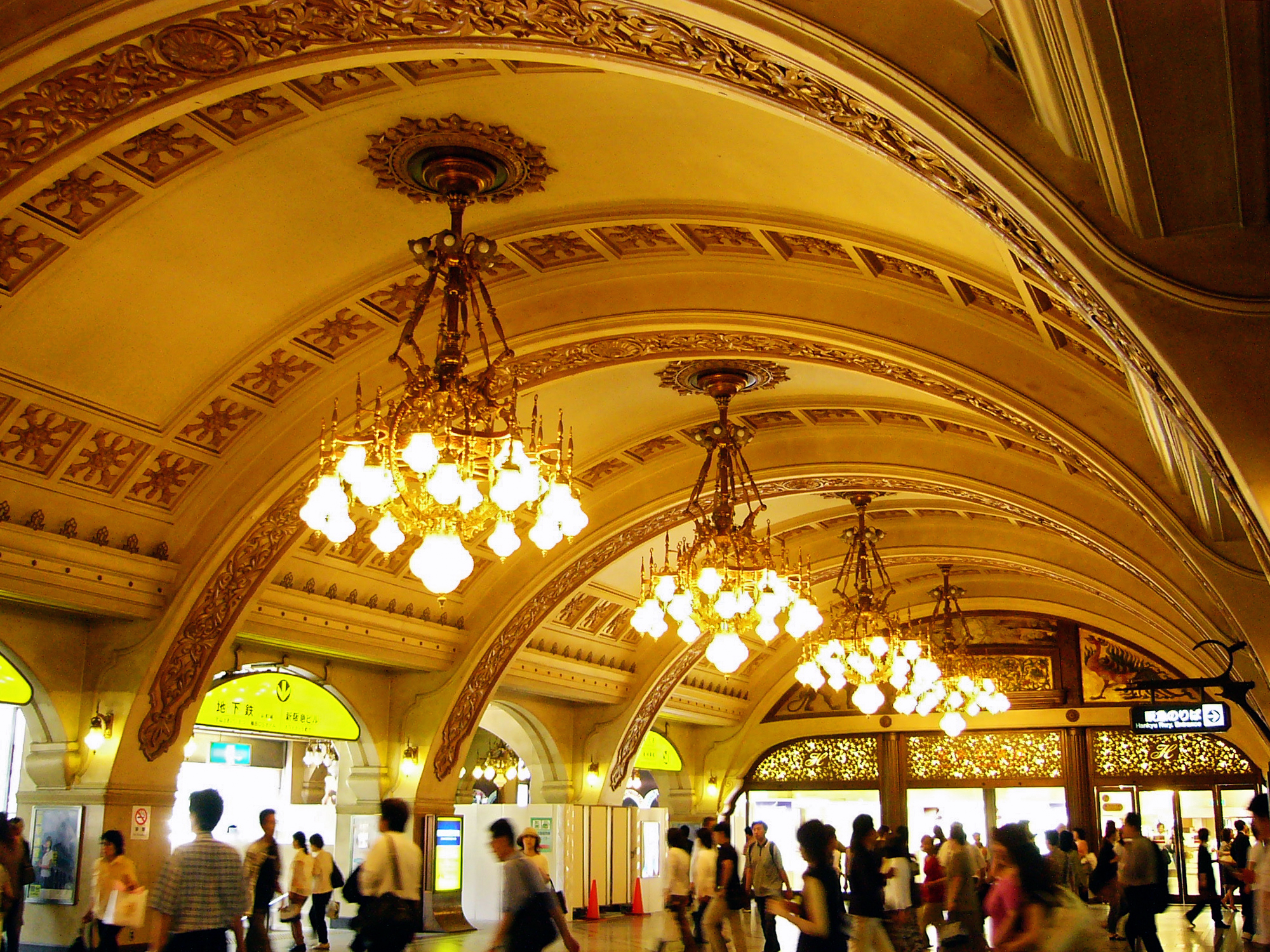
旧うめだ本店玄関前（2005年撮影）

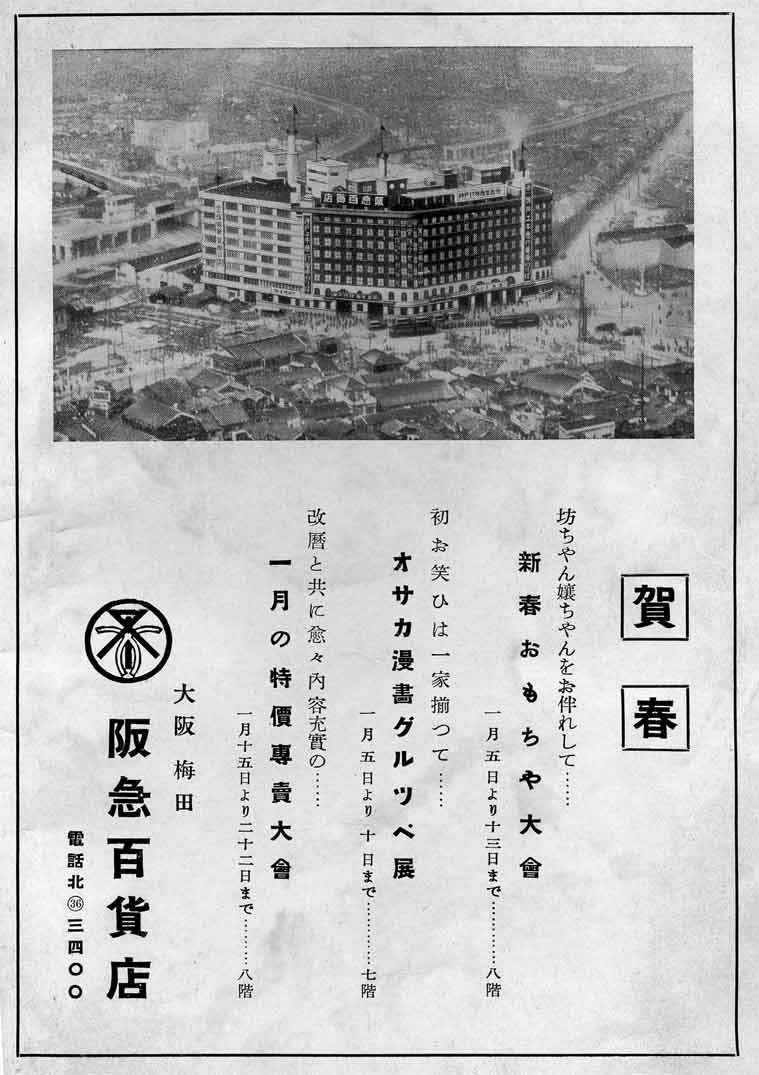
1936年（昭和11年）頃の阪急百貨店うめだ本店の雑誌広告

1920年（大正9年）11月1日に5階建ての阪急梅田ビル1階に白木屋（店舗は現存しない。法人としては現在の東急百貨店）を招致して白木屋梅田出張店として営業させたのが始まりであった。
梅田駅ビルを地上8階地下2階に全面改築して大幅に拡張し、敷地面積328坪で延べ床面積3,280坪、1929年（昭和4年）4月15日に鉄道会社直営＝電鉄系百貨店として開業した、世界初のターミナル百貨店である。
開業直前の1929年（昭和4年）4月13日・14日掲載の開店新聞広告に「どこよりもよい品物を、どこよりも安く売りたい」とのコピーを入れたように、開業当初は大衆向けの路線を採った。開業当初、1日平均約2万円だった売上は、1931年（昭和6年）11月に敷地面積628坪で延べ床面積6,191坪として1日平均3.1万円の売上を上げ、1932年（昭和7年）12月に延べ床面積12,000坪で1日平均5万円の売上へと阪急梅田ビルの増築工事を完成させて増床を行い、大衆路線が受けたことと合せて売上を順調に伸ばした。1936年（昭和11年）には、阪急梅田ビルの第4期増築工事が完成して売り場面積は53,435m2にまで拡大したなど、急速に売上を伸ばした。
第二次世界大戦後も、1957年（昭和32年）6月12日と1961年（昭和36年）4月25日と1969年（昭和44年）11月23日に相次いで阪急梅田ビルの増築工事が相次いで竣工して梅田本店の増床を行い、営業力の拡大・強化を図っていった。

#### 大食堂
旧本館7・8階の大食堂は、高層階からの眺望や食券方式などの目新しさに加えて、看板メニューは当時は当時高級品だった「ライスカレーをコーヒー付き25銭で提供して人気を博し、第2次世界大戦前に1日で1万3,000食売れた記録も残っていた。
食券方式を導入した理由は、阪急電鉄によれば、1927年（昭和2年）に発生した北丹後地震の際、夕食時だったこともあって食い逃げ（飲食代の未収）が300人分・60円35銭にも達したことから、1930年（昭和5年）に日本で最初の「食券制」を導入したという。
開業直後に襲った昭和恐慌の時代には、ライスのみを注文してテーブルに備えられていたウスターソースをかけただけで食べるソーライスが流行した。不景気により商売が振るわず、他の店舗や当店の大食堂の店員はライスだけを注文する客を締め出そうとしたが、創業者の小林一三は「今は貧しいが、やがて結婚し子供ができる。その時ここでの食事を思い出し、家族で来てくれるだろう」と考え、またそのように店にも訓示し「ライスだけのお客様を歓迎します」と貼り紙をして、福神漬まで付けて提供するなど、裏メニューとして提供し話題となった。
2002年（平成14年）8月19日で、阪急百貨店開業時の面影を残すレトロな雰囲気の大食堂の営業を終了し、和食の名店や授乳室やベビーベッドを備えた子供連れ用レストラン、カフェなど11店の入るレストラン街「阪急ダイニングステージ」として同年10月26日に新装開業した。改装後にも、開業当時からあるステンドグラスや柱などは残され、大食堂の名物のライスカレーはザ・グリル阪急（新店舗への建替えに伴い2009年8月末で閉店）に引き継がれたが、価格は改装前の750円から1,200円に値上げされた。
2011年（平成23年）3月1日にはハウス食品の協力を得て、開店当時の味を再現したカレーを「阪急百貨店大食堂の名物カレー」の商品名でレトルトカレー（ハウス食品の子会社・サンハウス食品が製造）で復活させて当店や阪急オアシス、イズミヤ、関西スーパーなどで発売している。

### 新店舗への建て替え

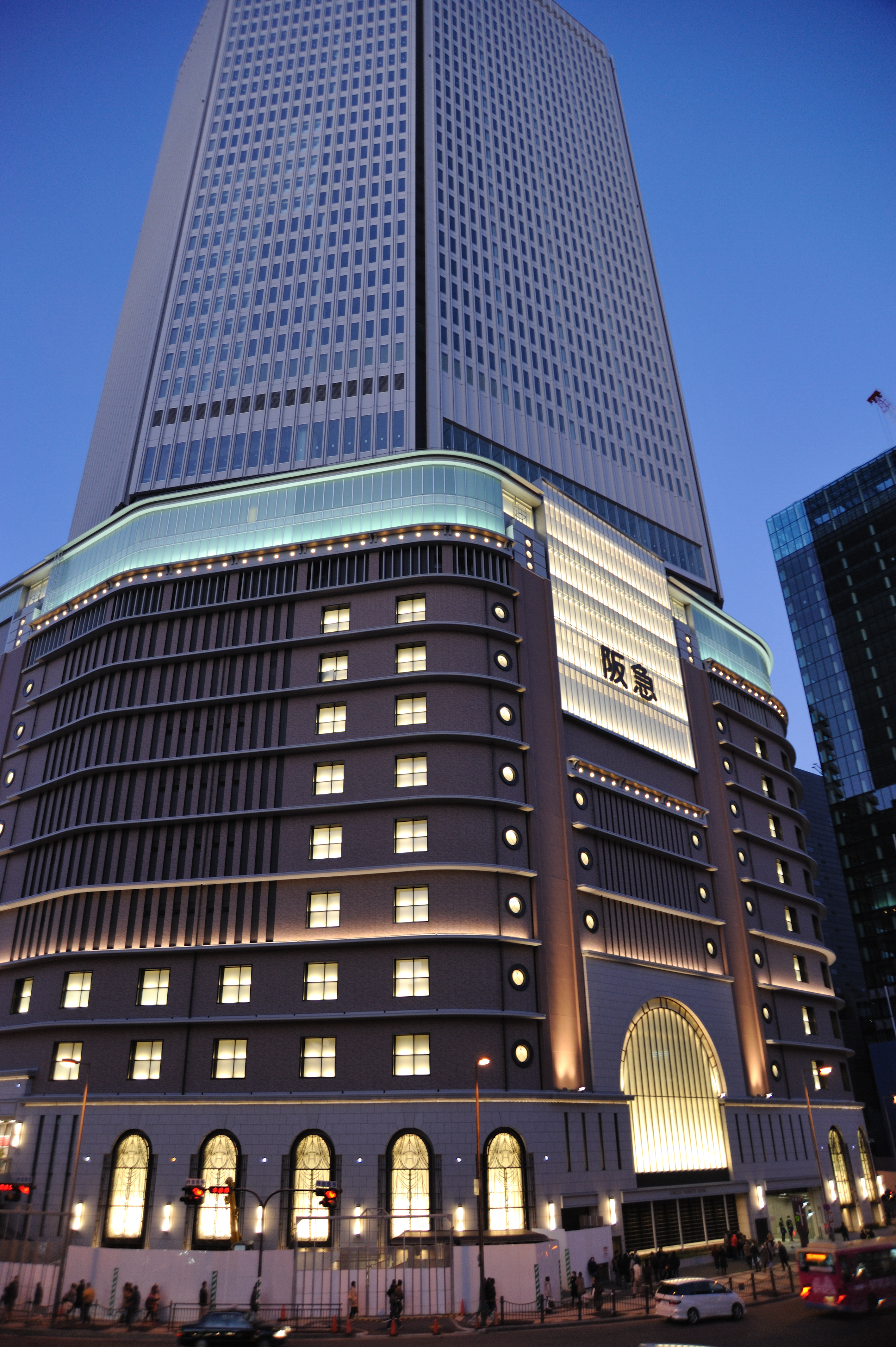
御堂筋側

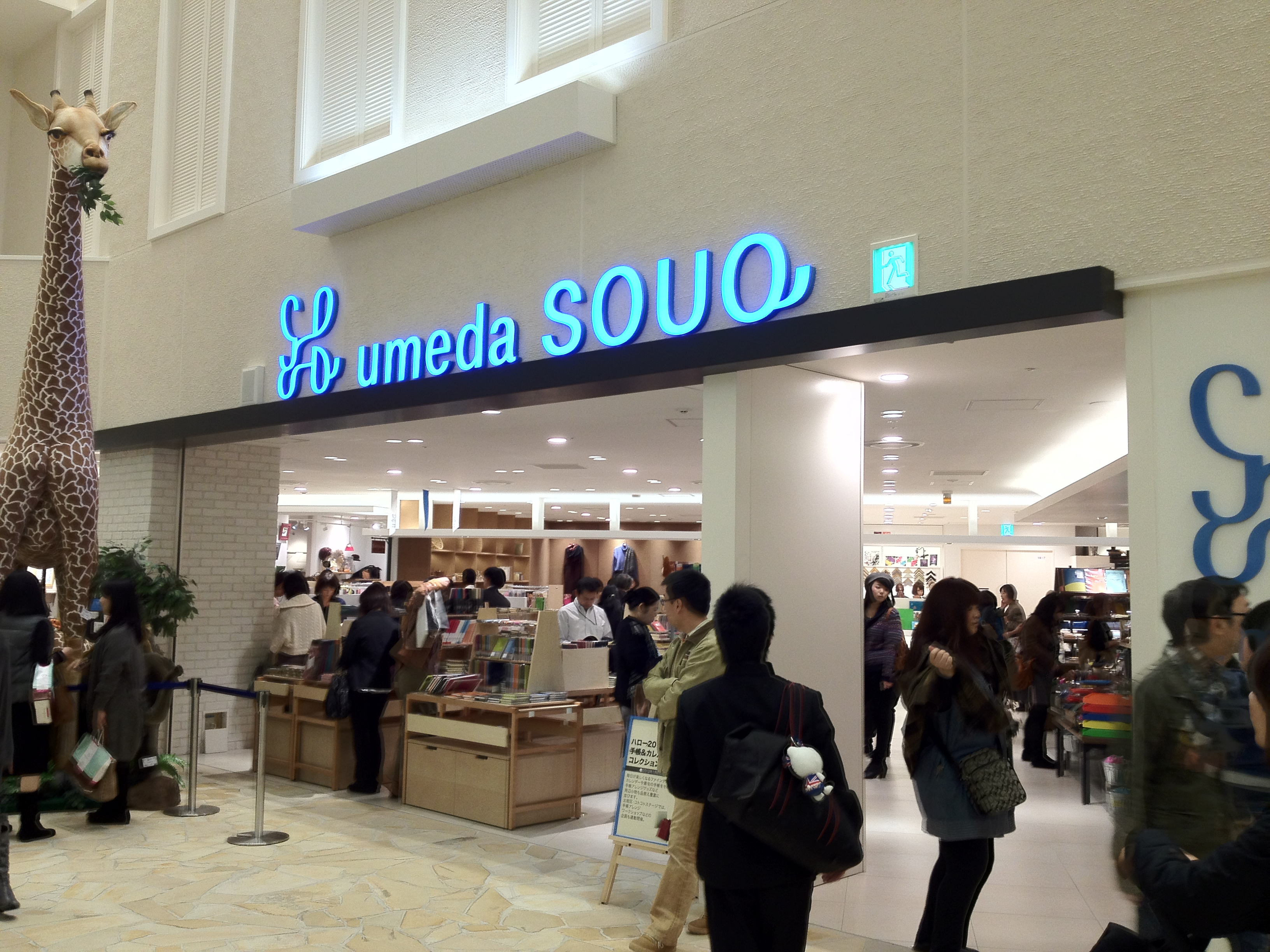
雑貨エリア「Umeda SOUQ」

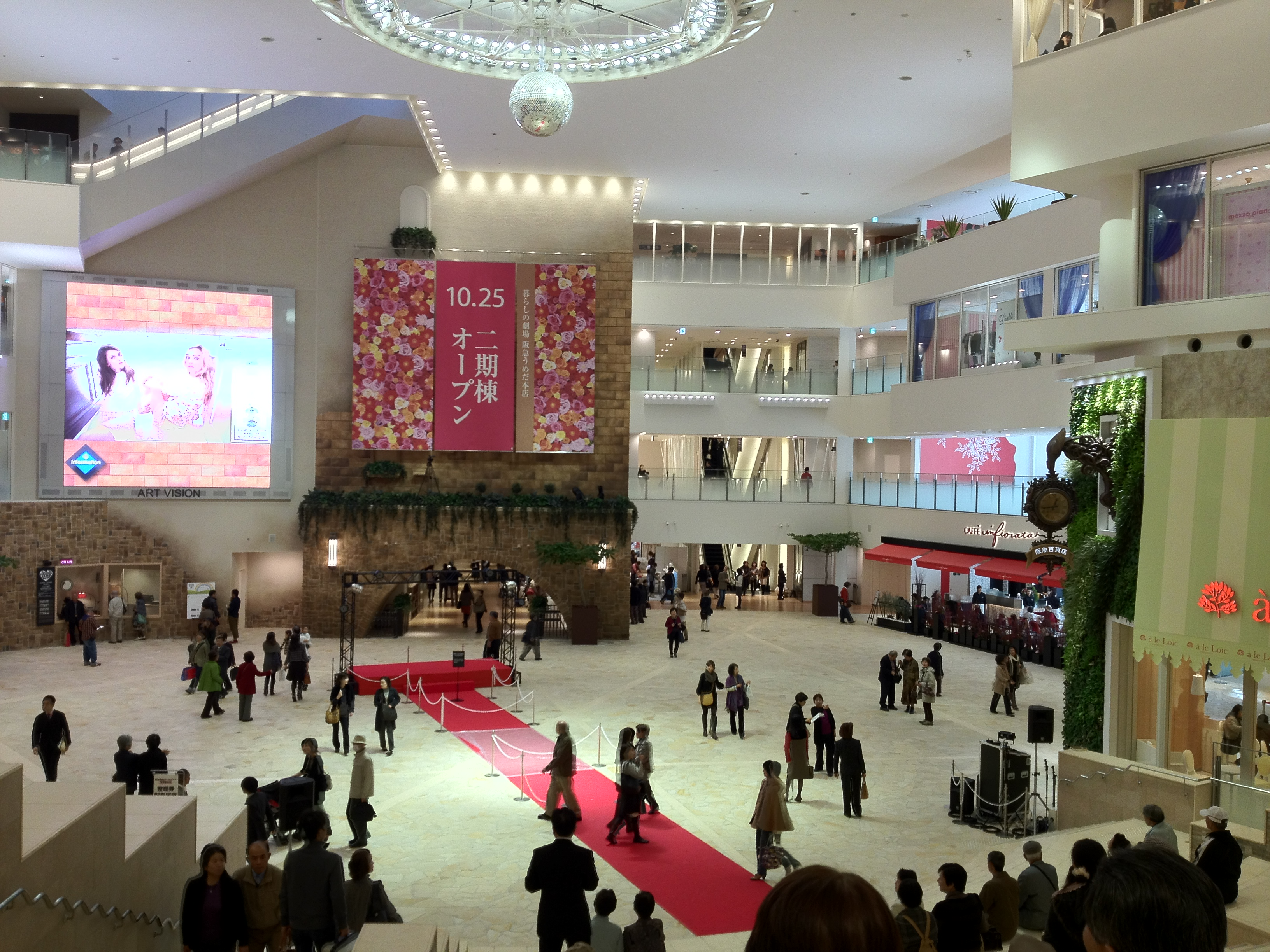
第2期分の祝祭広場

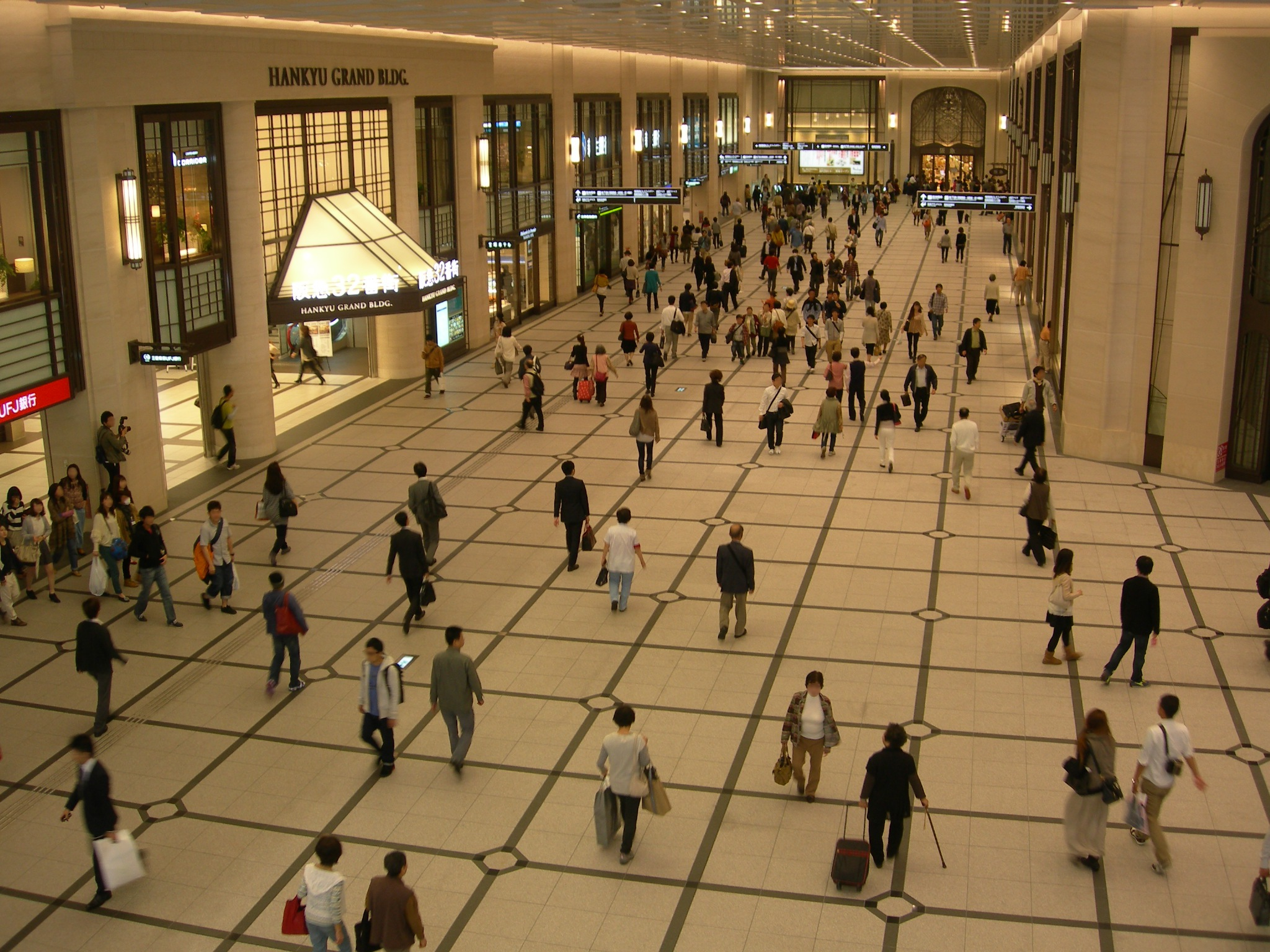
うめだ本店1階 南北コンコース

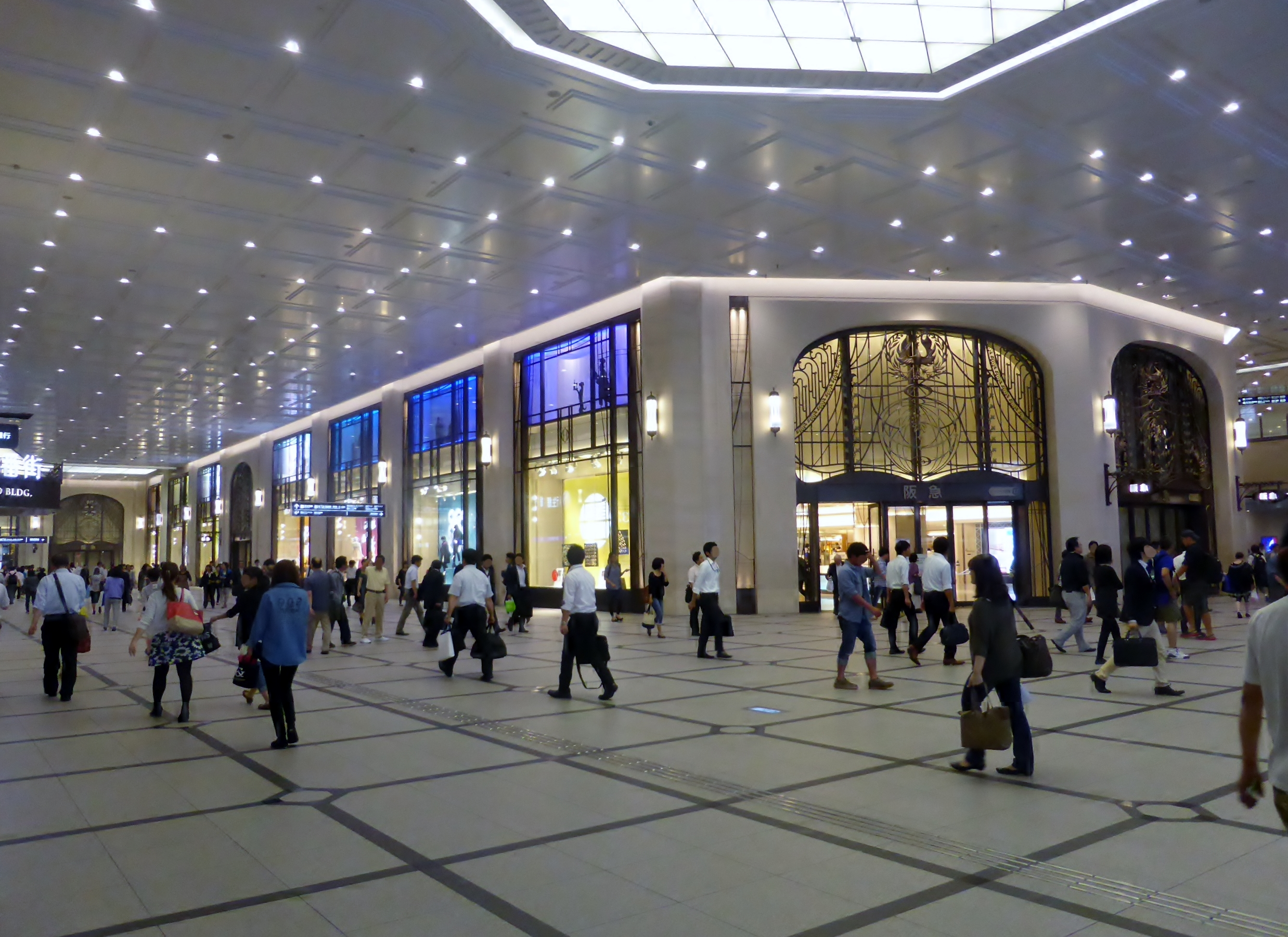
うめだ本店 コンコース広場入口

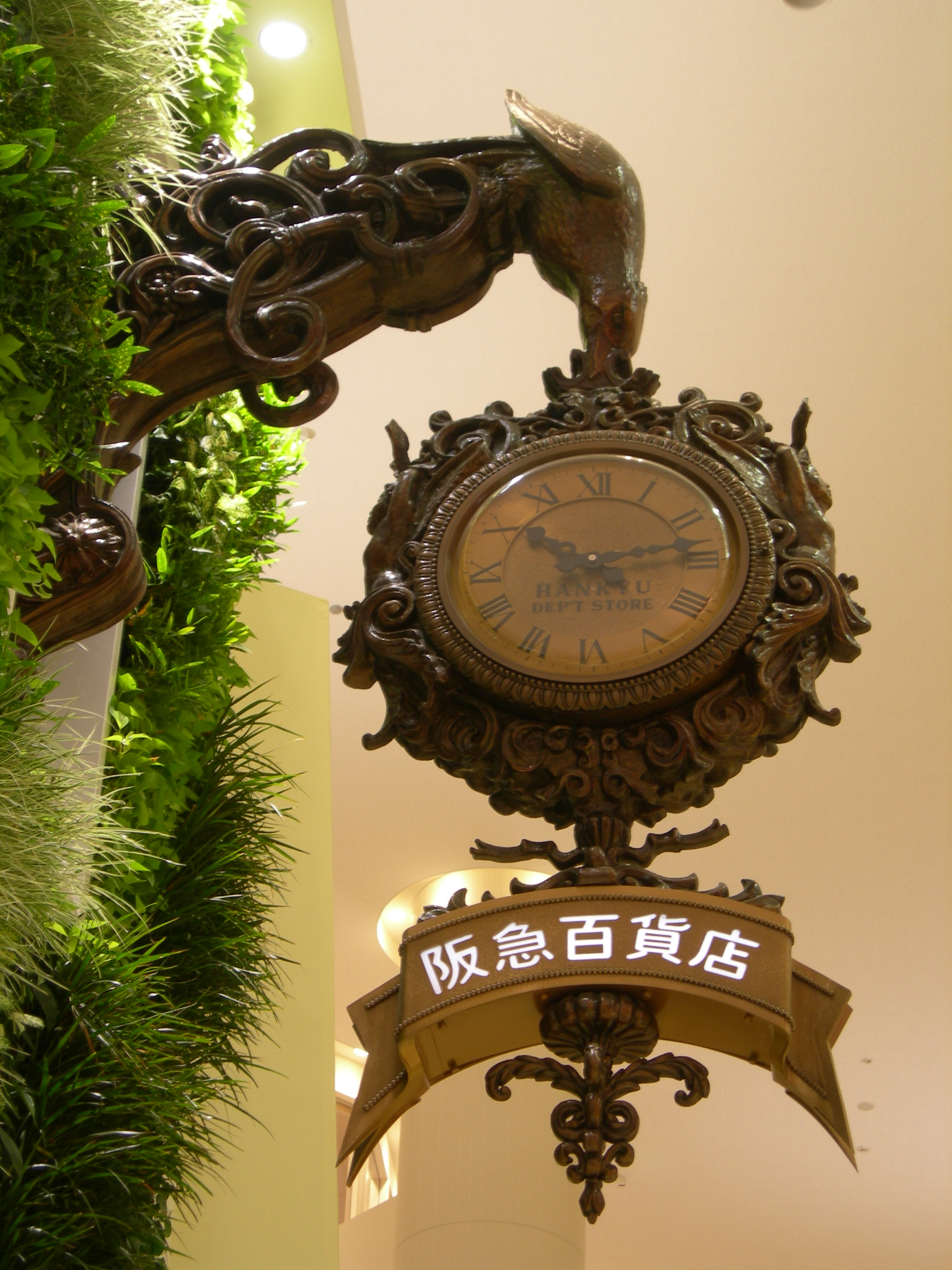
祝祭広場の大時計

JR大阪駅ビルのJR大阪三越伊勢丹とルクアの開業や、大丸大阪梅田店の大規模増床計画に触発され、大阪市内の百貨店の売場面積が約3年間で約1.5倍に増大する百貨店の増床競争に対応して、旧店舗を2期に分けて解体して全面的に建て替えることになり、2005年（平成17年）8月16日に解体工事を着工して初日から3日間休業して売場を北側に移し、8月19日から営業を再開した。
改装工事に入って売場面積が43,000m2に減少した。しかし、その後の2006年（平成18年）3月期下期の減収幅が予想値の28%減よりも小さい12%減に留まり、2008年（平成20年）度も売上高約1728.87億円を上げ、日経MJの百貨店店舗別売上高ランキングで全国第3位、大阪で第1位となるなど、強い競争力を保った。
地下に過去の建造物が残っているにもかかわらず、建設当時の図面が完全な形で保存されていないため正確な構造が把握できない上、周辺のビル・地下鉄・地下街も考慮しつつ百貨店の営業を継続しながら半分ずつ解体・建設するという難工事であった。そのため、工事の進捗は当初の予定よりも大幅に遅れ、2009年（平成21年）9月3日に南側部分の第1期棟が売場面積約27,000m2で開業した。この新店舗第1期棟での営業開始に伴い、売場面積が約27,000m2へと大幅に減少したため、海外高級ブランド品の売場面積を20%以上減らしたにもかかわらず、売上高は前年比10%以上伸ばすなど、高級路線を維持している。
第1期棟百貨店部分の営業開始を受けて、北側部分である第2期棟部分の解体工事に入った。しかし、第2期の建替え工事に伴う売場減少の影響は大きく、2010年（平成22年）3月期の売上高は前年比9%減を記録した。これは日本経済新聞社の2010年度百貨店調査の調査対象226店で最大の落ち込みとなり、同年3月期に売上高約1440.75億円、2011年（平成23年）3月期に売上高約1310.87億円、2012年（平成24年）3月期に前期比5.1%減の売上高約1244.58億円にまで落ち込んだ（ただしリニューアル開業後の2013年（平成25年）3月期には前年比16.1%増の売上高約1446.98億円、2014年（平成26年）3月期には前年比32.8%増の売上高約1922.14億円、さらに2015年（平成27年）3月期には2.9%増の1978.39億円にまで大きく伸ばしている）。
またこの第2期工事に伴い、JR大阪駅と阪急梅田駅を結ぶ屋内通路も閉鎖された。当百貨店のすぐ北側にある飲食店街「新梅田食道街」の幅約3mの通路が迂回ルートになったが、通行量は屋内通路閉鎖前の約10倍相当に当たる1日約1万人超に急増した。朝夕ラッシュ時には信号待ちが重なると通路の中程まで動かなくなるほど混雑するようになり、売上が減少する店が出た。その一方で、閉鎖された通路から東側に繋がっていた阪急東通商店街は通行量が平日1日約8000人から5000 - 6000人に減少して、売り上げが20 - 30%減少するなど、周辺の店舗にも大きな影響を与えることになった。
第2期の工事も難航したため、2011年（平成23年）4月22日に3度目の全面開業時期の延期が報道される状況になり、2012年（平成24年）4月17日、当初の予定から約1年半遅れて同年11月下旬に開業することを発表した。そして、2012年（平成24年）10月25日に新店舗の第2期分（北側部分）を先行開業させた後、スポーツ用品などの売場を本館8階のスポーツファッション「イングス」へ移設するため、2012年（平成24年）11月18日にイングス館を閉鎖した。
2011年（平成23年）に阪急阪神百貨店が店舗運営を3つの事業部に分けた際には、当店は主力店を担当する第一店舗事業部の所属となり、販売部門と商品部門を分けて各々の責任を明確化する体制へ移行した。

### 新店舗開業
2012年（平成24年）11月21日の新店舗の全面開業後は「暮らしの劇場」をコンセプトに、エンターテインメントや期間限定のマーケットの場となる9階には12階まで4層吹き抜けで壁面に映像アートを発信する大型ビジョンを設置する高さ16メートルの情報発信空間祝祭広場や座席数408席の阪急うめだホール、600m2の阪急うめだギャラリー、関西発の新人アーティストを紹介するアートステージ、各売場に設けられた顧客参加型のイベント広場で調理教室や食育、着こなしやコーディネートの講座など取扱商品に関連するイベントを開いて生活シーンや使用価値を提案するコトコトステージを各フロアに設置するなど売場面積80,000m2の20%に当たる16,000m2を情報発信・サービス空間とし、「驚きや発見、学び、感動、憧れが詰まっていたかつての百貨店の楽しさを取り戻した」価格競争でなく文化価値を提供する劇場型百貨店で「百貨店の原点である価値の提供」をする店舗にして国内最大級の初年度売上高2130億円を目指すとしている。
また、13階のレストランフロアの「シャンデリアテーブル」には、建て替え前の旧阪急梅田駅コンコースに飾られていた伊東忠太がデザインした龍と天馬、獅子と鳳凰を描いたモザイク壁画が復元された。
増床分の売場には、ライバルの大丸の手法を参考に専門店の誘致も進めたほか、大丸の「うふふガールズ」や三越伊勢丹の「イセタンガール」、髙島屋大阪店の「gokai（ゴカイ）」など、競合他店で導入された若い女性向けのカジュアルファッションの売場を参考にして、20歳前後の学生向けの「うめはんシスターズ」と20代の社会人女性を対象にした「うめはんジェンヌ」を導入し、従来の主要顧客である50代から60代の中高年女性に加えて、百貨店離れが進む若い世代の取り込みも狙うなど、地上13階から地下2階のうち6階分を女性向け売場とした。また、服飾売場に隣接して同じ階に化粧品や靴などの関連する商品の売り場を設置するなど、従来の品目別フロア構成にこだわらない売場構成も行った。
さらに10階は、仕入れ担当者（バイヤー）が世界から集めた一点物も含む雑貨・文具・手芸・服飾の4分野の商品を、斜めになった通路や商品実演コーナーを売場に混在させ迷ってしまうような感覚を与え、街歩きのような楽しさを演出した「うめだスーク (SOUQ)」とするなど、百貨店の楽しさを追求した店舗作りで顧客の滞在時間を延ばすことで、新たな顧客層の獲得と売上拡大を目指している。
1歳から6歳の子供を最大2時間まで有料で預けられる保育施設「キッズルーム」を設置し、小さい子供がいる女性客がゆったり買い物できるようにしたり、会員制の化粧室を設置して常連客にゆったりと着替えなどができる場所を提供するなど、従来百貨店に足を向けにくかった顧客層の取り込みや上質な顧客へのサービスの充実も図っている。
その他、8階にはスポーツ用品売場のイングスが移転したほか、紳士服・紳士用品が扱われるようになり、2008年に阪急百貨店・メンズ館（現：阪急メンズ大阪）が開店して以来、4年ぶりに本館にメンズファッションフロアが復活した。
この増床により、営業面積を6万m2から8万m2へと拡大することになった。また、地下1階部分の不自然な盛り上がりや、周辺地下街との段差（いずれも建設時期の関係によってできたもの）も解消することになった。
これにより2012年（平成24年）11月当時は、近畿地区最大級の百貨店となった。ただし、当店完成時点での日本最大の百貨店は松坂屋名古屋本店（名古屋市・矢場町）の86,758m2であるが、当店のメンズ館 (16,000m2)を含めると松坂屋を上回る。合計商業施設面積は約96,000m2である。また、2014年（平成26年）には近鉄百貨店阿倍野本店（現：あべのハルカス近鉄本店）が本館100,000m2となった。
なお、梅田阪急ビルは2022年3月に向かいの「大阪梅田ツインタワーズ・サウス」（阪神梅田本店が入っていた大阪神ビルディングの建て替え）の全体竣工とともに、2022年4月1日にビルの名称を「大阪梅田ツインタワーズ・ノース」と変更した。

### グローバルデパートメントストア化
インバウンド売上高（全社）は、24年度が前期比62％増の1298億円で過去最高となったほか、国内の外商売上高も過去最高で、24年度は2％増の800億円弱となった。
富裕層ビジネスの拠点として、グローバルデパートメントストア（GDS）を目指すべく、建て替え以来最大の改装に踏み切った。婦人ファッションだった6階を改装し、ビッグメゾンブランドを旗艦店にしたり、ハイエンドジュエリー＆ウォッチを拡大するほか、5、6階にはハイグレードカフェレストランも新設するなど、グレードを高め、〝ラグジュアリーフロア〟を5、6階の2層にする。5、6階のVIPサロン（クリスタルサロン）も拡充する。8階にはハイグレードな家具・アートのゾーンを設ける。また、2025年4月には3階に設けた「ビヨンドワールド」に続き、国内・アジアの高感度次世代層の獲得を狙って、2階にファッション雑貨と化粧品の双方を集めたラグジュアリーブランドショップを新設した。阪急本店の25年度売上高は4.3％減の3494億円を見込み、GDS化で中期経営計画の達成を目指す。
こうした富裕層向けビジネスに主軸を移しているため、先述の「うめはんジュンヌ」「うめはんシスターズ」の売場は2016年にシスターズクローゼットとして一体化されたのち、2025年3月に廃止された。ただし、4階のコンテンポラリー売場に移転したブランドも多く、完全に「シスターズクローゼット」の要素がなくなったわけではない。一方、「シャンデリアテーブル」は2023年3月31日をもって閉鎖され、300坪の跡地は体験型VIPサロンとなる。

## 阪急メンズ大阪
HEP NAVIOを改装して、2008年（平成20年）2月1日にうめだ本店の別館として開業した。開業時の名称は「阪急百貨店メンズ館」であった。
うめだ本店の紳士服売場時代の約5,300m2の約3倍の6フロアに広がる約16,000m2の売場に約300ブランドの紳士服の関連商品を集めた、伊勢丹新宿店メンズ館の約1.6倍の規模を誇る日本最大のメンズファッションの専門館で、紳士物のスーパーブランドショップと呼ばれている。
専属のスタイリストが顧客の好みや予算を考慮しながら買い物に付き添い、帽子から靴までトータルコーディネートする会員制の「スタイルメイキングクラブ」など、サービスにも力を入れている。専門性の強さから中国・四国や北陸を含むエリアから、ポイントカード会員約18万人を集める広域商圏を誇る店舗となっている。
開業から半年で、うめだ本店にあった前年同期比で約70%増の売上高約135億円を記録した。開業初年度の年間でも約870万人の来店客を集めて約265億円を記録し、うめだ本店にあった前年同期比で約60%増となるなど、順調に売上を伸ばした。
2011年（平成23年）に阪急阪神百貨店が店舗運営を3つの事業部に分けた際には、当店は主力店を担当する第一店舗事業部の所属となり、販売部門と商品部門を分けて各々の責任を明確化する体制へ移行した。
2012年（平成24年）のうめだ本店の全館開業に合わせて、同店の名称も「阪急メンズ大阪」に改称された。

## イングス館
1982年（昭和57年）10月8日にうめだ本店別館の阪急イングスとして開業した。開業当初はスポーツ用品や音楽・映像関連の商品を扱って、1990年代前半に売上高約120億円を上げていた。ingsというネオンサインが目印だった。
2004年（平成16年）4月19日に阪急イングスから阪急イングス館としてリニューアルされて子供服やスポーツ用品を扱うようになっていたが、2010年（平成22年）3月期に売上高約80億円に落ち込んでいるため、うめだ本店が全館開業する際に本店へ売場を集約して廃止することになった。
そして2012年（平成24年）10月25日付けで子供服・玩具売場を新・本館11階に移転させた後、同年11月18日にイングス館を閉鎖し、新本館の8階に「スポーツファッション・イングス」として移転し、同年11月21日にうめだ本店新店舗を全館開業したのに合わせて新たな売場での営業を開始することになった。
かつての阪急ドラマシリーズでは、「阪急イングス」単体でCMが放送されていた。キャッチコピーは「何か始めたい人、どこか物足りない人、イングスならもっと夢中になれること、ずっと熱中できること、（阪急）イングス」であった。開業時にはイングスを冠につけたドラマ『青春INGS ゆう子とヘレン』を同枠にて放送している。
跡地（ABC-MART梅田ビル）の地下1階・2階には、ファッションビルを運営するOPAが「梅田OPA」として出店、地上1 - 3階には、H&Mが「H&M UMEDA」を出店、また、地上1階・2階には、ABC-MARTが「ABC-MART Grand Stage 梅田」を出店した（いずれも2013年4月19日開業）。